# Bandera de Kuwait
La bandera nacional de Kuwait fue creada desde la independencia del país respecto al protectorado británico que expiró. Fue promulgada por la ley de 7 de septiembre de 1961 e izada oficialmente el 24 de noviembre de 1961.
La bandera está formada por tres bandas horizontales de igual anchura y de un trapecio situado junto al mástil, la anchura del cual, representa un cuarto de la bandera.
Los colores son los típicos del panarabismo y son inspirados de un poema de Safie Al-Deen Al-Hili:
- El negro simboliza la derrota de los enemigos sobre el campo de batalla.
- El rojo representa un sable manchado por la sangre.
- El blanco es la pureza de las acciones.
- El verde es la fertilidad de cada país.

## Bandera del protectorado
En 1899, Kuwait firmó un tratado de protección con el Reino Unido. La bandera estaba compuesta de dos colores, el blanco y el rojo, el primero por Gran Bretaña y el segundo por el islam. También se encontraba escrita en blanco la divisa «الكويت», que quiere decir Kuwait en árabe, y también los símbolos musulmanes de la estrella y la luna creciente.
En 1914, Kuwait se convirtió en un protectorado británico, y la estrella y la luna desaparecieron, mientras que la divisa se situó en el centro y más grande.

## Banderas históricas

1752-1899
1899-1909
1909-1915
1915-1956
1915-1956 (versión alternativa)
1956-1961

## Estandarte del Emir
Se sabe que el actual Emir de Kuwait tiene un estandarte real personal. La bandera del Emir era la nacional con una corona amarilla en la franja verde que se usó desde la década de 1980 hasta el día de hoy.

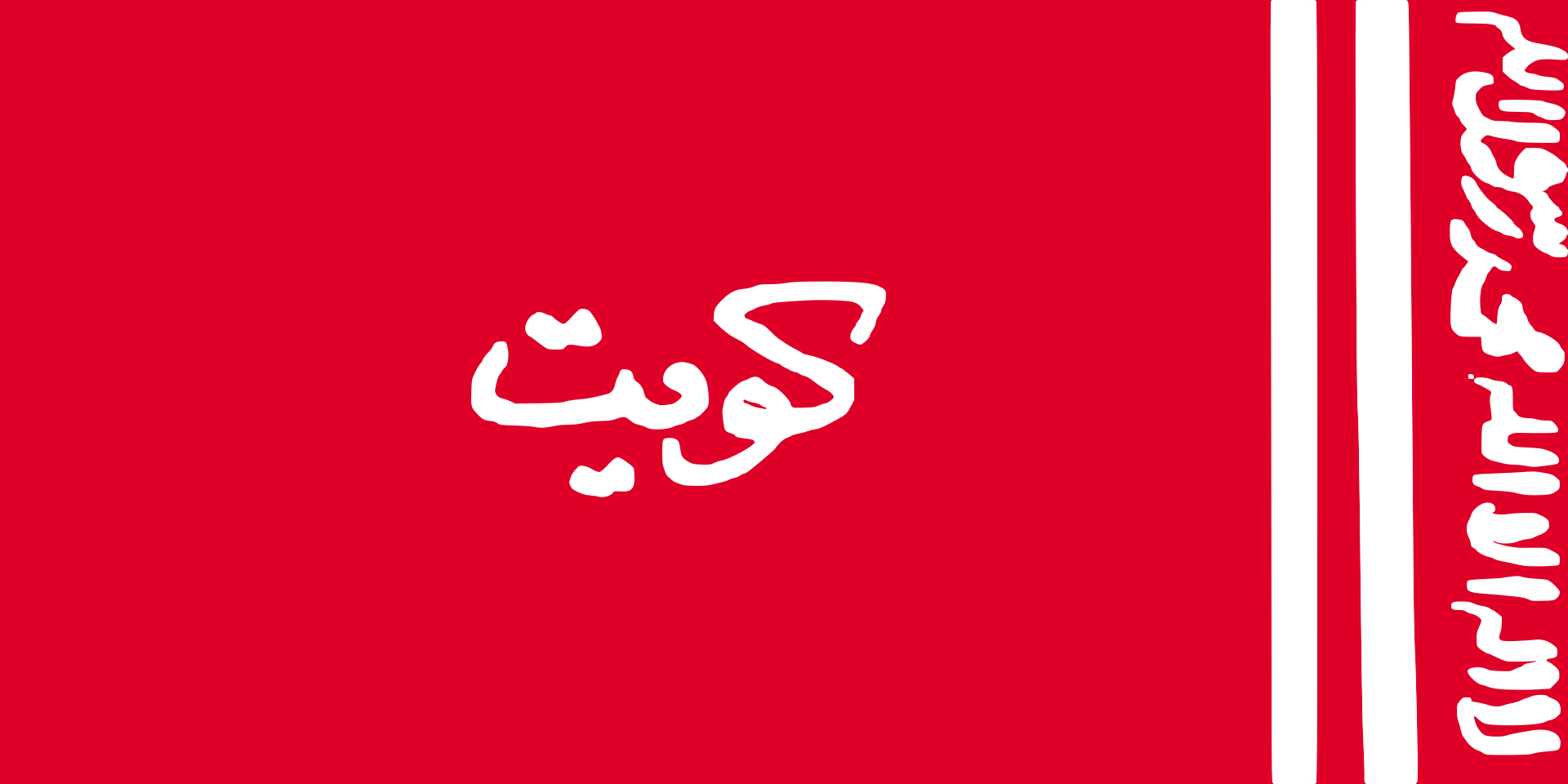
Estandarte del Emir (1921-1940)
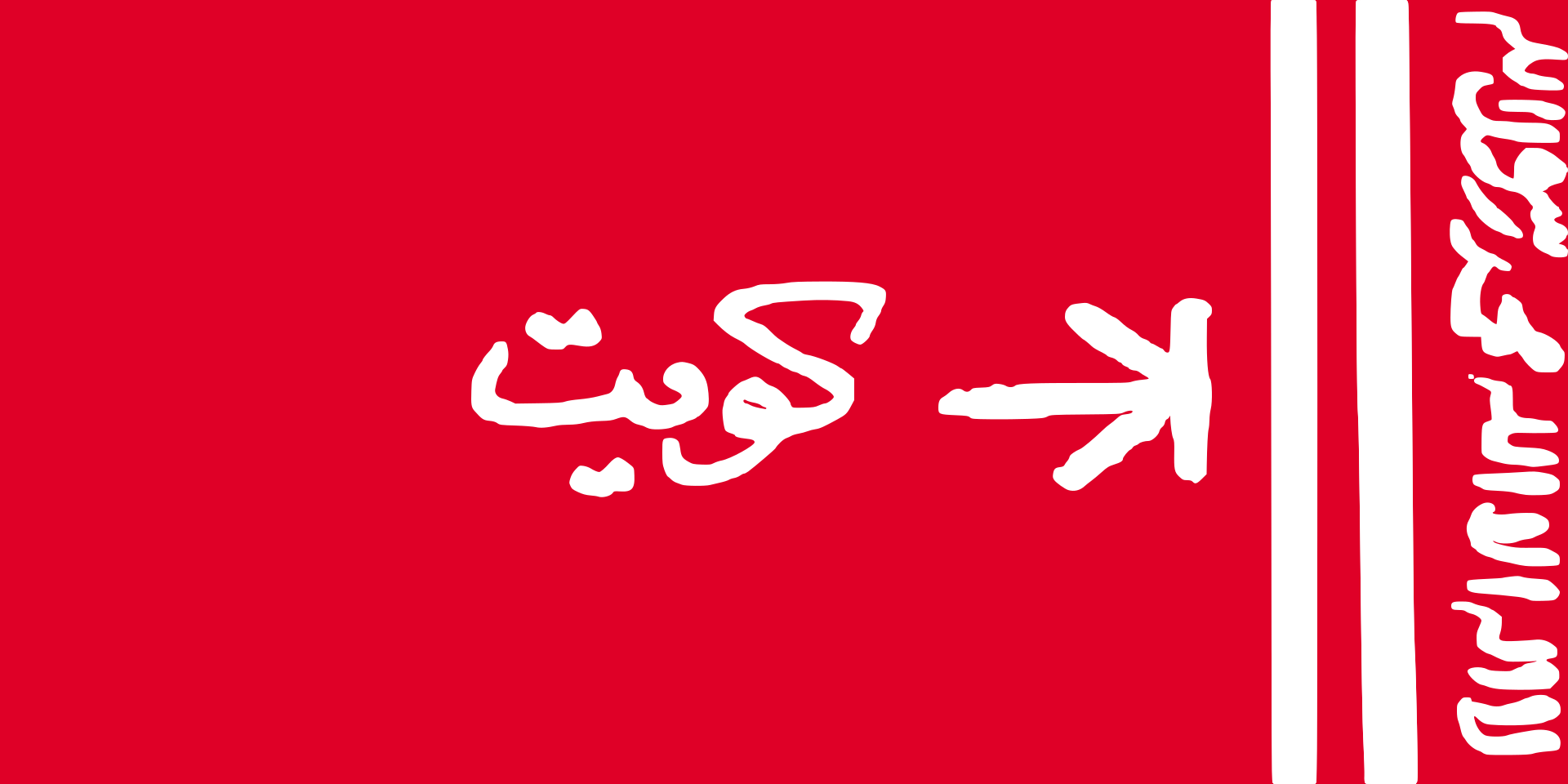
Estandarte del Emir (1940-1956)
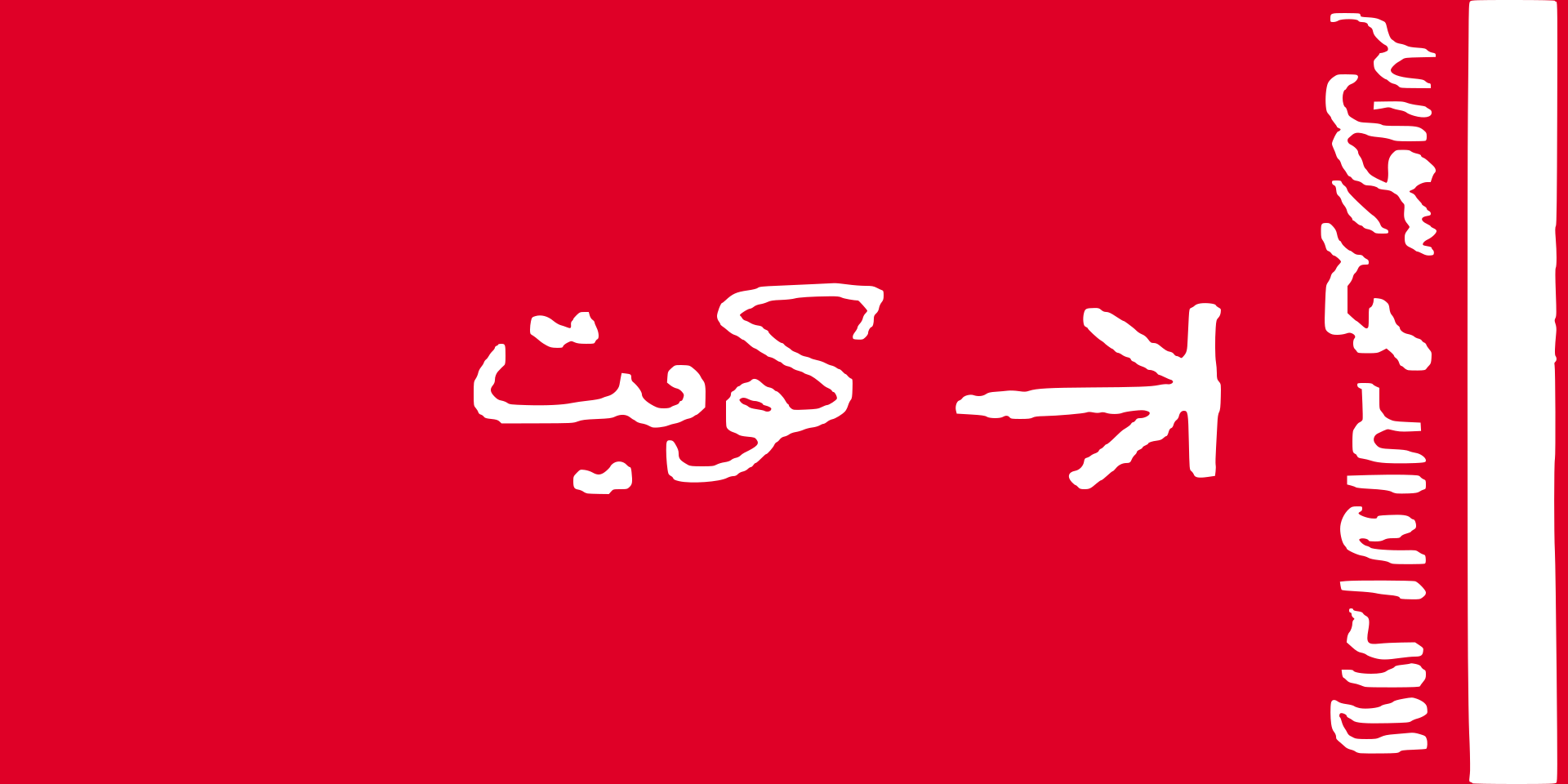
Estandarte del Emir (1956-1961)
Estandarte del Emir (1961-hasta el presente)

- Datos: Q165545
- Multimedia: Flags of Kuwait / Q165545